# 海七鰓鰻
海七鰓鰻（英語：Petromyzon marinus）又稱海八目鰻，是七鰓鰻目七鰓鰻科海七鰓鰻屬唯一的一種。

## 外觀
體性似鰻魚，不具有成對鰭，具有七對鰓，故稱七鰓鰻。口部如圓盤狀，具角質化的牙齒。體長可達 120 cm（47英寸），體重則可接近2.3（5.1磅）。

## 分布
分布於大西洋北部與西部北美洲及歐洲沿岸、地中海西部、黑海與五大湖畔，曾發現於 4,000 公尺的深海中，可忍受 1 ~ 20 °C的水溫。產卵於歐洲和北美的河流中。

## 外來物種
海七鰓鰻被視為五大湖地區的害魚。它是原產於安大略湖（19世紀30年代在那裡首次被發現)，由於尼亞加拉瀑布形成的天然屏障，該物種最初被限制在安大略湖內。然而，在19世紀末至20世紀初威蘭運河建成後，它們得以繞過尼加拉瀑布，侵入剩餘的五大湖：伊利湖（1921 年）、密西根湖（1936 年）、休倫湖（1937 年）和蘇必略湖（1938 年），並在20世紀1930年代和40年代摧毀了當地的魚類種群。
在原始棲息地，七鰓鰻與宿主共同演化，宿主也進化出了某種程度的對七鰓鰻的抵抗力。然而，在五大湖，七鰓鰻會攻擊當地的魚類，如湖鱒、湖白魚、鰱魚和湖鯡魚，而這些魚類並沒有遇過七鰓鰻，這些捕食者的消失導致另一種入侵物種鯡魚數量激增，對許多本地魚類產生了不利影響。

## 習性
為寄生魚類，用圓盤狀的口緊緊吸附在獵物身上，用角質齒刺破獵物的表皮，吸取獵物的血和淋巴液。海七鰓鰻為溯河洄游類型的魚類，在繁殖期時從海洋或湖游至河流中產卵，挖洞築巢，產下卵後便死去。幼鰻以沙中的浮游生物為食，成年後便以吸血寄生為主，一些幼鰻在進到海洋之前便已開始轉以吸血維生。

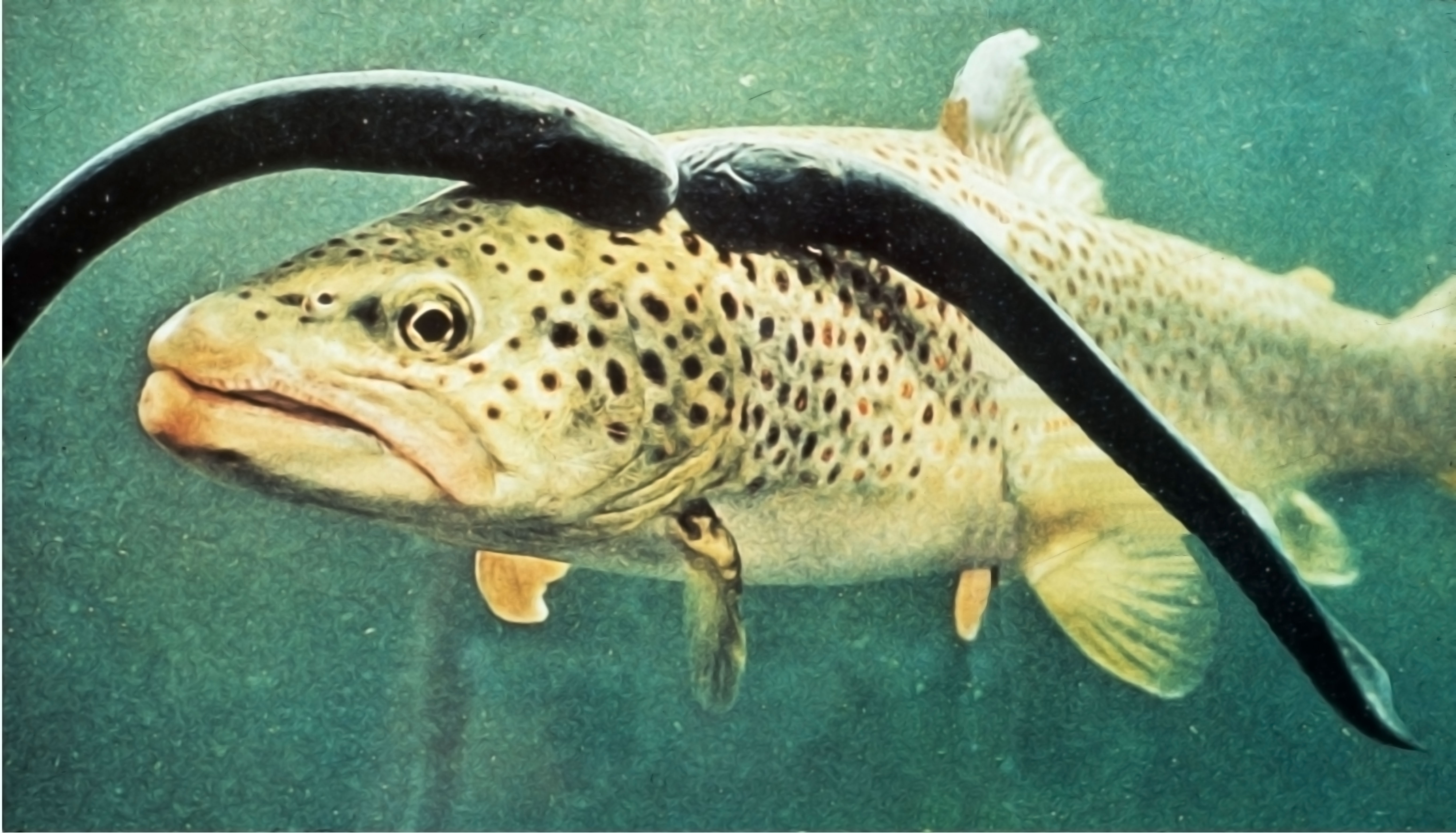
兩尾海七鰓鰻獵食褐鱒

## 利用
七鰓鰻在歐洲部分地區被視為美味佳餚，在法國、西班牙和葡萄牙都有季節性供應。在芬蘭，人們會把這種蔬菜醃製後再食用。海七鰓鰻最常用於烹飪或燒烤。